# Metrichia espera
Metrichia espera is een schietmot uit de familie Hydroptilidae. De soort komt voor in het Neotropisch gebied.